# Kuk (språk)
Kuk är ett bantuspråk med ungefär 3 000  talare i Kamerun. Språket har inget skriftspråk och är utrotningshotat.